# 台原森林公園
1. 園内地図もしくは案内図
2. 施設の章の各対象物

台原森林公園（だいのはらしんりんこうえん）は、宮城県仙台市青葉区にある森林公園である。明治100年記念事業の一環として整備され、1973年（昭和48年）4月に開園した。七北田丘陵の中にあり、七北田川の支流がつくった峡谷およびその周辺の森林を園内に残している。
ここでは、町丁としての仙台市青葉区台原森林公園についても併せて記述する（詳細は#地域を参照）。

## 歴史
政府は1968年（昭和43年）の明治100周年を前にして、明治百年記念公園を日本全国の10箇所に整備する計画を立てた。そのうちの一つの場所として仙台市が選ばれた。記念公園の設置場所として、青葉山なども検討されたが、最終的には台原が選ばれた。当時、団地開発が進む仙台市の中にあって、台原は国有林が広がる数少ない森林地帯だった。営林局の理解も得て、1967年（昭和42年）に台原森林公園の建設が正式に決定した。公園の建設に伴い、国有林の間に点在する民有地の買収が行われた。また、1971年（昭和46年）3月、林野庁は、仙台の海浜地区、三共地区（水の森公園）、権現森地区、鈎取地区と共に、台原地区を自然休養林に指定し、市民に開放することを決めた。これにより、仙台市は台原森林公園を自然休養林を活かした都市計画公園として整備することにした。
こうして台原森林公園は1973年（昭和48年）4月に開園した。事業自体は1980年（昭和55年）まで続いた。仙台市は1977年（昭和52年）より「彫刻のあるまちづくり事業」を始めたが、その第1号作品となる佐藤忠良の『緑の風』と、第2号作品となる舟越保武の『茉莉花』は1978年（昭和53年）に台原森林公園へ設置された。

## 園内
台原森林公園の総面積は約60ヘクタールで、うち約50ヘクタールが林野庁東北森林管理局仙台森林管理署が管轄する国有林である。広域避難場所として利用できる有効面積は4.5ヘクタールで、収容可能人員は2.2万人。都会の一角でありながら森林が多く残されているため、日が昇ってから沈むまで、多くの市民が利用している。
園内は、黒松入口から旭ヶ丘駅前までの谷底平野に造られた広場や庭園がある北東部地区、台原入口周辺の南端地区、2つの地区の間にある森林遊歩道地区、周囲の高台にある公共施設などに分けられる。地形的な要因から遊歩道はアップダウンが大きく、ジョギングや周辺の学校の学生の陸上競技の練習に使用される例が放課後や休日には多々見られる。自転車の乗り入れも可能である。中央遊歩道は、かつて存在した仙台鉄道の線路跡地である。
公園の東側には仙台市科学館が、西側には仙台文学館が立地する。
- 谷底平野地区（北東部。黒松入口～旭ヶ丘駅前）
  - 健康の広場（運動広場）
  - 芝生広場
  - 旭ヶ丘駅前広場
  - 「平和とやすらぎの広場」
  - アスレチック設備
  - スイレンの池
  - ホタルの里
  - 日本庭園
  - 近代庭園
  - 彫刻「緑の風」、「牧歌」
  - 資料館・管理事務所
  - 公衆トイレ
- 森林遊歩道地区（中間地区）
  - こならの道
  - さわらの道
  - ひのきの道
  - あかまつの道
  - くろまつの道
  - からまつの道
  - 中央遊歩道
  - ジョギングコース（3キロメートル）
- 台原入口周辺地区（南端）
  - 野外音楽堂
  - 彫刻「茉莉花」
  - 公衆トイレ
  - 児童用遊具

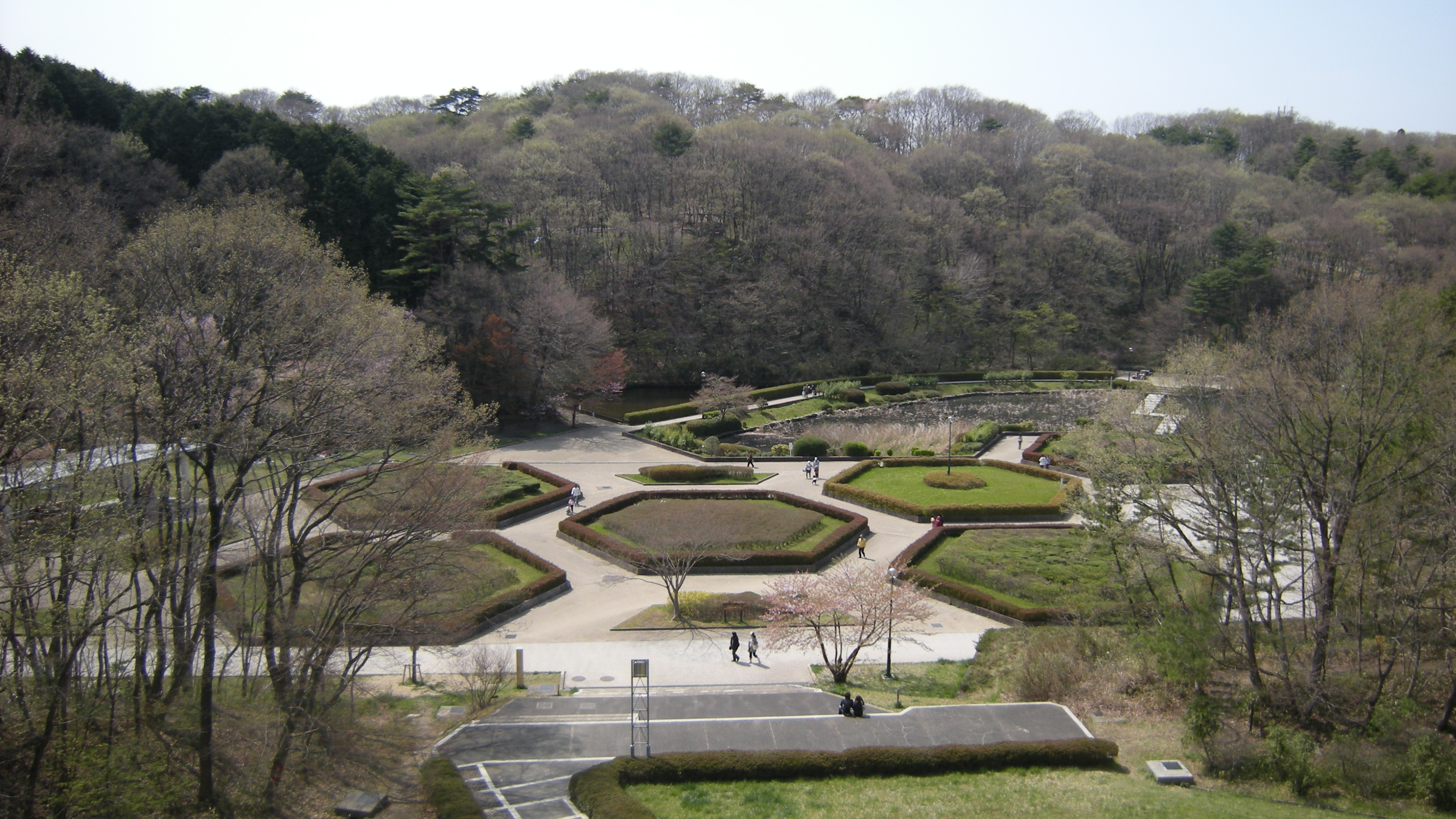
仙台市科学館から見た台原森林公園
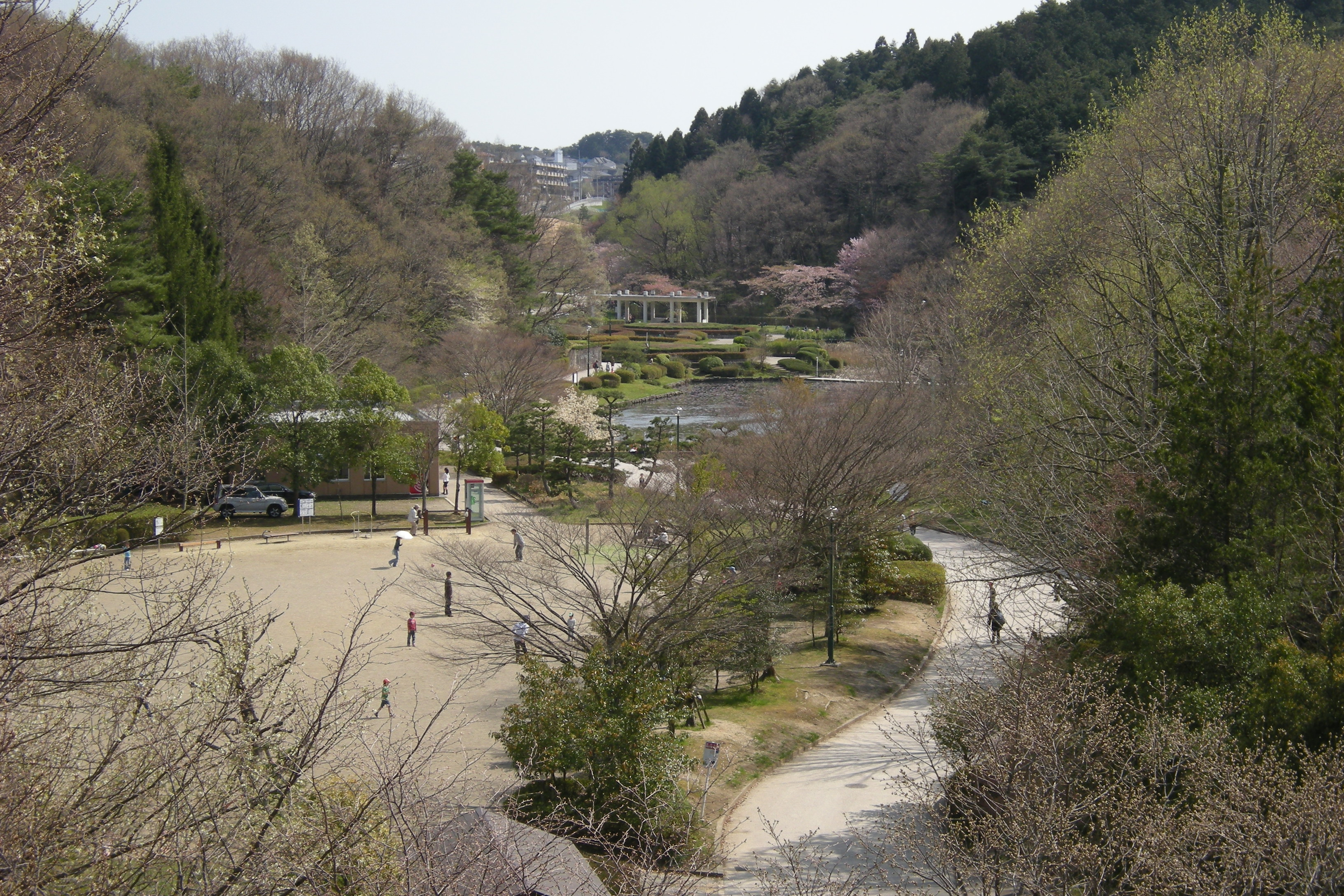
森林公園橋から見た台原森林公園

## イベント
台原森林公園はイベント開催地としても利用され、その際には多くの市民で賑わう。イベントは旭ヶ丘駅前広場を中心に開催される。
- KHBフリーマーケット
- みちのくYOSAKOIまつり
- 仙台クラシックフェスティバル
- 旭ヶ丘ホタルまつり[7]
- 台原フォレストパーク音楽祭[8]

## アクセス
台原森林公園には仙台市地下鉄南北線の旭ヶ丘駅と台原駅が隣接している。また、仙台市の都心部と泉中央とを結ぶ主要幹線である宮城県道22号仙台泉線（旧国道4号）から近く、駐車場が公園周辺に多数あるなどアクセスが容易である。
- 駐車場
  - 黒松入口（無料。19台）[1]
  - 台原入口（無料。36台）[1]
  - 仙台文学館（無料。普通車38台、障害者用2台、バス2台）
  - 仙台市科学館（無料。80台）

## 地域
台原森林公園（だいのはらしんりんこうえん）は、宮城県仙台市青葉区の町丁。郵便番号は981-0903。全域で住居表示を実施している。住民基本台帳に基づく人口は283人、世帯数は138世帯（2025年4月1日現在）。
町丁としての台原森林公園は公園以外に台原駅や仙台市台原老人福祉センターなどを含んでいる。

## 小・中学校の学区
小・中学校の学区は以下の通りとなる。
| 町丁         | 字・番地 | 小学校     | 中学校     |
| ------------ | -------- | ---------- | ---------- |
| 台原森林公園 | 全域     | 台原小学校 | 台原中学校 |

## 施設

### 公共
- 台原森林公園（台原森林公園302外）
- 台原四丁目北公園（台原森林公園703-11）
- HOKUSHU仙台市科学館（台原森林公園4-1）
- 台原コミュニティ・センター（台原森林公園1-3）
- 仙台市台原老人福祉センター（台原森林公園1-3）
- 台原自転車バイク保管所（台原森林公園1）

### 住宅
- アップス台原森林公園（台原森林公園1-1）

## 交通

### 鉄道
- 仙台市地下鉄南北線
  - 台原駅

なお、旭ヶ丘駅の出入口が台原森林公園内に存在する。

### バス
- 仙台市営バス
  - 台原駅（40/41/50/51/53/55/60/65/130/135/250系統）
- 宮城交通
  - 科学館前 - 北根黒松南（3系統）

なお、旭ヶ丘駅バスターミナルも近隣にある。

### 道路
- 一般国道、一般県道は通っていない。